# Меморіал «Менора» (Маріуполь)
Меморіал «Менора» у Маріуполі — історична пам'ятка, внесена до Державного реєстру нерухомих пам'яток України за номером 99-142-3901.

## Опис
Розташований у східному передмісті Маріуполя. Меморіал розташований на місці, де 20 та 21 жовтня 1941 року було розстріляно понад 8000 маріупольських євреїв. До 1939 року в Маріуполі проживало 10 444 євреїв. У центрі меморіалу встановлено менору. На постаменті зірка Давида. По обидва боки пам'ятника встановлено пам'ятні стели з написами: «Тут розстріляно жертви фашистського геноциду — євреїв Маріуполя. Нехай їхні душі будуть пов'язані з живими.» і «Я дам їм — у стінах дому Мого — пам'ятник. Ісая 56,5».